# Język tausug
Język tausug (Bahasa Sūg; tau sug, taosug), także suluk (sulu) – język austronezyjski używany w archipelagu Sulu na Filipinach oraz w stanie Sabah w Malezji. Należy do grupy języków filipińskich. Służy jako regionalna lingua franca.
Według danych Ethnologue posługuje się nim ponad milion ludzi, członków ludu Tausug, z czego 900 tys. zamieszkuje Filipiny (2000). Dodatkowo niewielka grupa ludności Tausug jest obecna w prowincji Borneo Północne w Indonezji. Określenie „suluk” zostało wprowadzone do użytku oficjalnego w Malezji.
Genealogicznie powiązany z językami bisajskimi. Jest zdecydowanie odrębny od okolicznych języków sama. Zapewne pochodzi z terenów wysuniętych bardziej na północ. W tausug występują zapożyczenia z malajskiego, arabskiego, hiszpańskiego i angielskiego.
Wczesne dane nt. języka tausug zostały opublikowane pod koniec XIX w. W XX w. dokumentacją leksyki tausug zajmowali się Francis Link (autor nieopublikowanego słownika z lat 20.) oraz Rene Copet (autor publikacji z 1957 r.). Nowsze materiały leksykograficzne pochodzą z 1975 (wyd. 2. 1994) oraz 2015. W 2006 r. ukazał się anglojęzyczny podręcznik gramatyki . Tausug jest nauczany w szkołach. Do jego zapisywania stosuje się pismo arabskie (wariant jawi) bądź alfabet łaciński.